# Corridonia
Corridonia – miejscowość i gmina we Włoszech, w regionie Marche, w prowincji Macerata.
Według danych na rok 2004 gminę zamieszkiwało 13 696 osób, 220,9 os./km².